# Stanisław Strójwąs (1903–1994)
Stanisław Strójwąs III (ur. 1903 w Warszawie, zm. w 1994 w Warszawie) – polski przemysłowiec, syn Stanisława Strójwąsa II

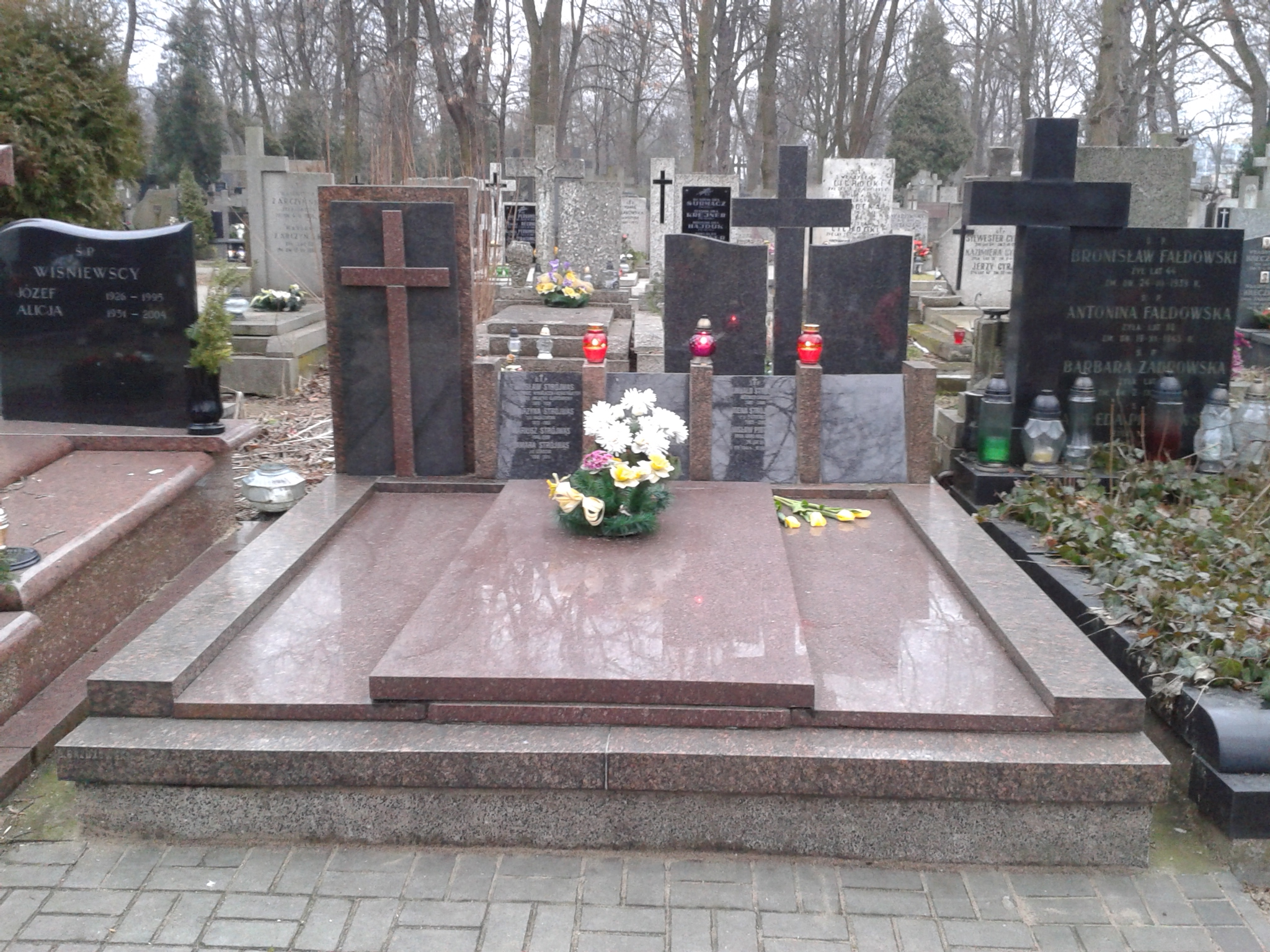
Grobowiec rodziny Strójwąsów na cmentarzu Bródnowskim w Warszawie

Stanisław Strójwąs III został opisany w książce Haliny Birenbaum "Nadzieja umiera ostatnia" jako osoba, której życie zawdzięcza cała jej rodzina.
To przez teren fabryki Strójwąsa uciekali z powstania w getcie żydowskim ostatni bojownicy AK i ŻOB-u